# Palácio Güell

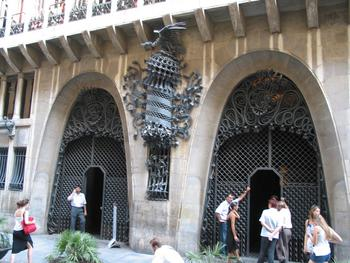
Entrada do Palácio Güell

O Palácio Güell (em catalão, Palau Güell) é um palácio localizado na Rua Nova da Rambla, no bairro do Raval, na cidade de Barcelona, na Espanha. Construído entre 1885 e 1890 no estilo modernista catalão, foi desenhado pelo arquiteto Antoni Gaudí para servir de residência à família de Eusebi Güell, seu principal cliente e mecenas. Em 1984, foi declarado patrimônio da humanidade pela Organização das Nações Unidas para a Educação, a Ciência e a Cultura. Em 2011, foi reaberto à visitação pública após sete anos de obras de restauração.